# Ophiomusium armatum
Ophiomusium armatum är en ormstjärneart som beskrevs av Jean Baptiste François René Koehler 1922. Ophiomusium armatum ingår i släktet Ophiomusium och familjen Ophiolepididae. Inga underarter finns listade i Catalogue of Life.